# فرناندو سانشيز دي توفار
فرناندو سانشيز دي توفار ميلاده غير معروف ولكن توفي عام 1384 هو جندي قشتالي والأميرال من عصور الوسطى، بدأت حياته المهنية في عهد بيدرو ملك قشتالة ولكن دخل في خدمة هنري تراستامارا في معركة ناخيرا خلال الحرب الأهلية القشتالية كان بدايته جندياً عادياً ثم أصبح عام 1374 أميرال بسبب سياسته العدائية نحو جون غونت، دوق لانكاستر، الملك الجديد هنري الثاني انضم مع الفرنسيين خلال حروب المئة عام بحيث قاد الأسطول القشتالية مع الأسطول الفرنسي بقيادة جان دو فيين نحو جنوب إنجلترا بحيث قاموا بإنجازات عظيمة منها حرق القرى الجنوبية والمؤاني الرئيسية، في عام 1380 ابحر الأسطول المشترك نحو التايمز وأحرقوا بلدة قرب من لندن، رجع فرناندو في السنة التالية إلى قشتالة لمحاربة الحليف الرئيسي لإنجلترا الذي أصبح يهدد أمن قشتالة فيما يعرف تاريخيا باسم «حروب الملك فرديناند» بحيث طالب ملك البرتغال فرناندو الأول بالعرش قشتالة متعاطفاً مع قضية جون غونت (صهر الملك بيدرو)، استطاع هزيمة الأسطول البرتغالي في معركة جزيرة سالتيس فإنشى له خوان الأول لوردية بلفيس، غادر إلى فرنسا في العام التالي لمساندة شارل السادس في حصاره لتمرديين ولكن سرعان ما عاد إلى وطنه.
فرناندو الأول ملك البرتغال توفي عام 1383 دون وريث ذكر فدعي خوان الأول ملك قشتالة عرش البرتغالي من خلال زوجته التي هي ابنة فرناندو، ولكن سرعان ما دخل أخوه الغير شقيق في مطالبة أيضا بالعرش مما ادخل البلاد في أزمة خلافة عرفت تاريخياً بــ«أزمة 1383-1385» وشارك فرناندو أيضا في قيادة الأسطول والجيوش القشتالية ولكنه توفي من الطاعون التي انتشر خلال الحصار لشبونة بعد معركة تيخو البحرية التي فكت الحصار نسيباً.